# هری کلیور (بازیکن فوتبال)
هری کلیور (انگلیسی: Harry Cleaver; ۱۸۸۰ – نامشخض) بازیکن فوتبال اهل بریتانیا بود.
از باشگاه‌هایی که در آن بازی کرده‌است می‌توان به باشگاه فوتبال منچستر یونایتد اشاره کرد.